# Colurella pachypoda
Colurella pachypoda is een raderdiertjessoort uit de familie Lepadellidae. De wetenschappelijke naam van deze soort is voor het eerst geldig gepubliceerd in 1893 door Glascott.